# Velforest.
Velforest.（ベルフォレスト）は、日本の音楽ユニット。2009年からは女性歌手のIZNA（いずな、1984年1月19日 - ）によるソロ・プロジェクトとなっている。所属レーベルは5pb.。愛知県出身。血液型はA型。愛称は”べるふぉれちゃん””いっちゃん”など。

## 名前の由来
ユニット名の由来は、IZNAと教頭の共通の知り合いである「森」という人物が元になっており、二人は「起源がネタならあとはいくらでもカッコつけられる」という発想から「森＝forest」とし、さらに最初に製作した曲が「あの鐘を鳴らすのはわたし」だったため「鐘＝Bell」から字面のいい「Vel」に置き換え、二つを繋げて「Velforest.」となった（交響詩篇エウレカセブンに登場する街の名称「ベルフォレスト」とは無関係）。

## 略歴
2006年
知り合いの紹介で出会った教頭（key）と共にVelforest.を結成。
2007年2月
インディーズとしてシングル「深い森」を発売。
2008年11月
インディーズとしてのラストシングル「Bell for last」を発売。
同時に教頭が諸事情により脱退を発表。
この際5pb.の志倉千代丸代表とコンタクトを取り、IZNAのソロとしてVelforest.のデビューが決定する。
2009年4月
5pb.からIZNAのソロ・プロジェクトとなったVelforest.のデビューが発表。

## 作品

### インディーズ
1. 深い森
  - 2007年2月発売

  1. あの鐘を鳴らすのはわたし
  2. 幸せの青い烏
  3. 眠れぬ森の美女
2. Bell for last
  - 2008年11月発売

  1. Window Breaker
  2. The Sound of Magic
  3. Velforest.

### メジャー
1. 光の空のクオリア（Cyuaとのスプリットシングル）
  - 2009年05月27日発売 / 5pb. / VGCD-1039

  1. 光の空のクオリア（Cyua）
    - ニンテンドーDSゲーム『ひぐらしのなく頃に絆 第三巻・螺』OP主題歌
    - 作詞・作曲：志倉千代丸 / 編曲：水野大輔

  2. 漆黒の祭壇（Velforest.）
    - ニンテンドーDSゲーム『ひぐらしのなく頃に絆 第三巻・螺』ED主題歌
    - 作詞・作曲：志倉千代丸 / 編曲：磯江俊道

  3. 光の空のクオリア（off vocal）
  4. 漆黒の祭壇（off vocal）
2. 蒼黒のスピカ / Next Relation（実質のメジャーデビューシングル）
  - 2009年06月24日発売 / 5pb. / VGCD-1041

  1. 蒼黒のスピカ
    - PS2ゲーム『Myself ; Yourself それぞれのfinale』OP主題歌
    - 作詞・作曲：志倉千代丸 / 編曲：村上純

  2. Next Relation
    - PS2 / Xbox 360ゲーム『Memories Off 6 Next Relation』OP主題歌
    - 作詞：彩音 / 作曲：Tatsh / 編曲：水野大輔

  3. 蒼黒のスピカ（off vocal）
  4. Next Relation（off vocal）